# عبد الله خان الثاني
عبد الله خان (عبد الله خان أوزبك) (1533 / 4-1598)، المعروف باسم "الخان القديم"، كان حاكم أوزبكي لخانية بخارى (1500-1785). كان آخر خان شيباني من بخارى، حكم من عام 1583 حتى وفاته.
بدأ عبد الله خان حربًا مع بلاد فارس استمرت من عام 1587 إلى عام 1598. وتمكن من التركيز على ذلك بفضل اتفاق عدم اعتداء مع الإمبراطور المغولي، أكبر، والذي اعترف عبد الله خان من خلاله بحق أكبر في الحكم في إقليم كابول.
في عهد عبد الله خان، كان عبد الكريم خان حاكم كاشغر، إلى الشرق في شينجيانغ الحالية. ومع ذلك، لم تكن العلاقات الدبلوماسية جيدة بين الخانيتين.